# Collegio elettorale di Girgenti
Il collegio elettorale di Girgenti è stato un collegio elettorale uninominale e di lista del Regno d'Italia per l'elezione della Camera dei deputati.

## Storia
Il collegio uninominale venne istituito, insieme ad altri 442, tramite regio decreto 17 dicembre 1860, n. 4513.
Successivamente divenne collegio plurinominale tramite regio decreto 24 settembre 1882, n. 999, in seguito alla riforma che stabilì complessivamente 135 collegi elettorali.
Tornò poi ad essere un collegio uninominale tramite regio decreto 14 giugno 1891, n. 280, in seguito alla riforma che stabilì complessivamente 508 collegi elettorali.
In seguito divenne un collegio con scrutinio di lista con sistema proporzionale tramite regio decreto 10 settembre 1919, n. 1576, in seguito alla riforma che definì 54 collegi elettorali.
Il numero di collegi fu ridotto tramite regio decreto 2 aprile 1921, n. 320, in seguito alla riforma che definì 40 collegi elettorali.
Fu soppresso definitivamente con l'istituzione del collegio unico nazionale tramite regio decreto del 13 dicembre 1923, n. 2694.
| Legislature           | VIII | IX   | X    | XI   | XII  | XIII | XIV  | XV   | XVI  | XVII | XVIII | XIX  | XX   | XXI  | XXII | XXIII | XXIV | XXV  | XXVI | XXVII | XXVIII | XXIX | XXX  |
| --------------------- | ---- | ---- | ---- | ---- | ---- | ---- | ---- | ---- | ---- | ---- | ----- | ---- | ---- | ---- | ---- | ----- | ---- | ---- | ---- | ----- | ------ | ---- | ---- |
| Elezioni              | 1861 | 1865 | 1867 | 1870 | 1874 | 1876 | 1880 | 1882 | 1886 | 1890 | 1892  | 1895 | 1897 | 1900 | 1904 | 1909  | 1913 | 1919 | 1921 | 1924  | 1929   | 1934 | 1939 |
| Deputati nel collegio | 1    | 1    | 1    | 1    | 1    | 1    | 1    | 3    | 3    | 3    | 1     | 1    | 1    | 1    | 1    | 1     | 1    | 6    | 16   |       |        |      |      |
|                       |      |      |      |      |      |      |      |      |      |      |       |      |      |      |      |       |      |      |      |       |        |      |      |
| Totale eletti         | 443  | 493  | 493  | 508  | 508  | 508  | 508  | 508  | 508  | 508  | 508   | 508  | 508  | 508  | 508  | 508   | 508  | 508  | 535  | 535   | 400    | 400  |      |
| Numero collegi        | 443  | 493  | 493  | 508  | 508  | 508  | 508  | 135  | 135  | 135  | 508   | 508  | 508  | 508  | 508  | 508   | 508  | 54   | 40   | 15    | 1      | 1    |      |

## Territorio
Nel 1919 Girgenti divenne capoluogo del collegio comprendente l'intera provincia; nel 1921 il collegio inglobò anche le province di Caltanissetta e di Trapani.

## Dati elettorali
Nel collegio si svolsero elezioni per diciannove legislature.

### VIII legislatura
Le votazioni si svolsero in 443 collegi uninominali a doppio turno. Come previsto dalla legge elettorale del 17 dicembre 1860, era eletto al primo turno il candidato che «riunisce in suo favore più del terzo dei voti del total numero dei membri componenti il collegio e più della metà dei suffragi dati dai votanti presenti all'adunanza» (art. 91). Se nessun candidato era eletto, al ballottaggio tra i due candidati con più voti era eletto chi otteneva il maggior numero di voti (art. 92) o, in caso di ugual numero di voti, il maggiore d'età (art. 93).
| Partito                            | Partito                            | Candidato                          | Primo turno 27 gennaio 1861 | Primo turno 27 gennaio 1861 | Ballottaggio 3 febbraio 1861 | Ballottaggio 3 febbraio 1861 |
| Partito                            | Partito                            | Candidato                          | Voti                        | %                           | Voti                         | %                            |
| ---------------------------------- | ---------------------------------- | ---------------------------------- | --------------------------- | --------------------------- | ---------------------------- | ---------------------------- |
|                                    | —                                  | Emerico Amari                      | 217                         | 32,29                       | 476                          | 88,15                        |
|                                    | —                                  | Ignazio Di Sortino Specchi Gaetani | 194                         | 28,87                       | 64                           | 11,85                        |
|                                    | —                                  | Giambattista Picone                | 167                         | 24,85                       |                              |                              |
|                                    | —                                  | Giuseppe Cafisi                    | 94                          | 13,99                       |                              |                              |
|                                    |                                    |                                    |                             |                             |                              |                              |
| Iscritti                           | Iscritti                           | Iscritti                           | 920                         | 100,00                      | 920                          | 100,00                       |
| ↳ Votanti (% su iscritti)          | ↳ Votanti (% su iscritti)          | ↳ Votanti (% su iscritti)          | 715                         | 77,72                       | 542                          | 58,91                        |
| ↳ Voti validi (% su votanti)       | ↳ Voti validi (% su votanti)       | ↳ Voti validi (% su votanti)       | 672                         | 93,99                       | 540                          | 99,63                        |
| ↳ Schede non valide (% su votanti) | ↳ Schede non valide (% su votanti) | ↳ Schede non valide (% su votanti) | 43                          | 6,01                        | 2                            | 0,37                         |
| ↳ Astenuti (% su iscritti)         | ↳ Astenuti (% su iscritti)         | ↳ Astenuti (% su iscritti)         | 205                         | 22,28                       | 378                          | 41,09                        |

Il deputato Amari optò per il collegio di Palermo I l'11 20 marzo 1861. Fu indetta un'elezione suppletiva per il 7 aprile1861.
| Partito                            | Partito                            | Candidato                          | Primo turno 7 aprile 1861 | Primo turno 7 aprile 1861 | Ballottaggio 14 aprile 1861 | Ballottaggio 14 aprile 1861 |
| Partito                            | Partito                            | Candidato                          | Voti                      | %                         | Voti                        | %                           |
| ---------------------------------- | ---------------------------------- | ---------------------------------- | ------------------------- | ------------------------- | --------------------------- | --------------------------- |
|                                    | —                                  | Giambattista Picone                | 132                       | 20,75                     | 372                         | 50,34                       |
|                                    | —                                  | Ignazio Di Sortino Specchi Gaetani | 267                       | 41,98                     | 367                         | 49,66                       |
|                                    | —                                  | Giuseppe Cafisi                    | 96                        | 15,09                     |                             |                             |
|                                    | —                                  | Achille Scribani                   | 80                        | 12,58                     |                             |                             |
|                                    | —                                  | Francesco Domenico Guerrazzi       | 61                        | 9,59                      |                             |                             |
|                                    |                                    |                                    |                           |                           |                             |                             |
| Iscritti                           | Iscritti                           | Iscritti                           | 909                       | 100,00                    | 909                         | 100,00                      |
| ↳ Votanti (% su iscritti)          | ↳ Votanti (% su iscritti)          | ↳ Votanti (% su iscritti)          | 676                       | 74,37                     | 799                         | 87,90                       |
| ↳ Voti validi (% su votanti)       | ↳ Voti validi (% su votanti)       | ↳ Voti validi (% su votanti)       | 636                       | 94,08                     | 739                         | 92,49                       |
| ↳ Schede non valide (% su votanti) | ↳ Schede non valide (% su votanti) | ↳ Schede non valide (% su votanti) | 40                        | 5,92                      | 60                          | 7,51                        |
| ↳ Astenuti (% su iscritti)         | ↳ Astenuti (% su iscritti)         | ↳ Astenuti (% su iscritti)         | 233                       | 25,63                     | 110                         | 12,10                       |

Il deputato Picone si dimise il 7 marzo 1862 e fu indetta un'elezione suppletiva per il 6 aprile 1862.
| Partito                            | Partito                            | Candidato                          | Primo turno 6 aprile 1862 | Primo turno 6 aprile 1862 | Ballottaggio 13 aprile 1862 | Ballottaggio 13 aprile 1862 |
| Partito                            | Partito                            | Candidato                          | Voti                      | %                         | Voti                        | %                           |
| ---------------------------------- | ---------------------------------- | ---------------------------------- | ------------------------- | ------------------------- | --------------------------- | --------------------------- |
|                                    | —                                  | Luigi La Porta                     | 326                       | 48,66                     | 372                         | 50,20                       |
|                                    | —                                  | Baldassarre Drago                  | 210                       | 31,34                     | 369                         | 49,80                       |
|                                    | —                                  | Orlando Calogero Vinci             | 134                       | 20,00                     |                             |                             |
|                                    |                                    |                                    |                           |                           |                             |                             |
| Iscritti                           | Iscritti                           | Iscritti                           | 1 091                     | 100,00                    | 1 091                       | 100,00                      |
| ↳ Votanti (% su iscritti)          | ↳ Votanti (% su iscritti)          | ↳ Votanti (% su iscritti)          | 697                       | 63,89                     | 750                         | 68,74                       |
| ↳ Voti validi (% su votanti)       | ↳ Voti validi (% su votanti)       | ↳ Voti validi (% su votanti)       | 670                       | 96,13                     | 741                         | 98,80                       |
| ↳ Schede non valide (% su votanti) | ↳ Schede non valide (% su votanti) | ↳ Schede non valide (% su votanti) | 27                        | 3,87                      | 9                           | 1,20                        |
| ↳ Astenuti (% su iscritti)         | ↳ Astenuti (% su iscritti)         | ↳ Astenuti (% su iscritti)         | 394                       | 36,11                     | 341                         | 31,26                       |

Il deputato La Porta si dimise il 7 gennaio 1864 e fu indetta un'elezione suppletiva per il 22 gennaio 1864.
| Partito                            | Partito                            | Candidato                          | Risultati 22 gennaio 1864 | Risultati 22 gennaio 1864 |
| Partito                            | Partito                            | Candidato                          | Voti                      | %                         |
| ---------------------------------- | ---------------------------------- | ---------------------------------- | ------------------------- | ------------------------- |
|                                    | —                                  | Luigi La Porta                     | 521                       | 93,54                     |
|                                    | —                                  | Enrico Falconcini                  | 36                        | 6,46                      |
|                                    |                                    |                                    |                           |                           |
| Iscritti                           | Iscritti                           | Iscritti                           | 955                       | 100,00                    |
| ↳ Votanti (% su iscritti)          | ↳ Votanti (% su iscritti)          | ↳ Votanti (% su iscritti)          | 607                       | 63,56                     |
| ↳ Voti validi (% su votanti)       | ↳ Voti validi (% su votanti)       | ↳ Voti validi (% su votanti)       | 557                       | 91,76                     |
| ↳ Schede non valide (% su votanti) | ↳ Schede non valide (% su votanti) | ↳ Schede non valide (% su votanti) | 50                        | 8,24                      |
| ↳ Astenuti (% su iscritti)         | ↳ Astenuti (% su iscritti)         | ↳ Astenuti (% su iscritti)         | 348                       | 36,44                     |

### IX legislatura
Le votazioni si svolsero in 493 collegi uninominali a doppio turno con la stessa normativa precedente (al primo turno un numero di voti maggiore di un terzo degli iscritti al voto).
| Partito                            | Partito                            | Candidato                          | Risultati 22 ottobre 1865 | Risultati 22 ottobre 1865 |
| Partito                            | Partito                            | Candidato                          | Voti                      | %                         |
| ---------------------------------- | ---------------------------------- | ---------------------------------- | ------------------------- | ------------------------- |
|                                    | —                                  | Luigi La Porta                     | 682                       | 73,02                     |
|                                    | —                                  | Ignazio Genuardi                   | 252                       | 26,98                     |
|                                    |                                    |                                    |                           |                           |
| Iscritti                           | Iscritti                           | Iscritti                           | 1 206                     | 100,00                    |
| ↳ Votanti (% su iscritti)          | ↳ Votanti (% su iscritti)          | ↳ Votanti (% su iscritti)          | 960                       | 79,60                     |
| ↳ Voti validi (% su votanti)       | ↳ Voti validi (% su votanti)       | ↳ Voti validi (% su votanti)       | 934                       | 97,29                     |
| ↳ Schede non valide (% su votanti) | ↳ Schede non valide (% su votanti) | ↳ Schede non valide (% su votanti) | 26                        | 2,71                      |
| ↳ Astenuti (% su iscritti)         | ↳ Astenuti (% su iscritti)         | ↳ Astenuti (% su iscritti)         | 246                       | 20,40                     |

### X  legislatura
Le votazioni si svolsero in 493 collegi uninominali a doppio turno con la stessa normativa precedente (al primo turno un numero di voti maggiore di un terzo degli iscritti al voto).
| Partito                            | Partito                            | Candidato                          | Risultati 10 marzo 1867 | Risultati 10 marzo 1867 |
| Partito                            | Partito                            | Candidato                          | Voti                    | %                       |
| ---------------------------------- | ---------------------------------- | ---------------------------------- | ----------------------- | ----------------------- |
|                                    | —                                  | Luigi La Porta                     | 559                     | 75,95                   |
|                                    | —                                  | Giuseppe Cafisi                    | 177                     | 24,05                   |
|                                    |                                    |                                    |                         |                         |
| Iscritti                           | Iscritti                           | Iscritti                           | 1 143                   | 100,00                  |
| ↳ Votanti (% su iscritti)          | ↳ Votanti (% su iscritti)          | ↳ Votanti (% su iscritti)          | 750                     | 65,62                   |
| ↳ Voti validi (% su votanti)       | ↳ Voti validi (% su votanti)       | ↳ Voti validi (% su votanti)       | 736                     | 98,13                   |
| ↳ Schede non valide (% su votanti) | ↳ Schede non valide (% su votanti) | ↳ Schede non valide (% su votanti) | 14                      | 1,87                    |
| ↳ Astenuti (% su iscritti)         | ↳ Astenuti (% su iscritti)         | ↳ Astenuti (% su iscritti)         | 393                     | 34,38                   |

### XI legislatura
Le votazioni si svolsero in 508 collegi uninominali a doppio turno con la normativa del 1860 (al primo turno un numero di voti maggiore di un terzo degli iscritti al voto).
| Partito                            | Partito                            | Candidato                          | Risultati 20 novembre 1870 | Risultati 20 novembre 1870 |
| Partito                            | Partito                            | Candidato                          | Voti                       | %                          |
| ---------------------------------- | ---------------------------------- | ---------------------------------- | -------------------------- | -------------------------- |
|                                    | —                                  | Luigi La Porta                     | 526                        | 67,70                      |
|                                    | —                                  | Giuseppe Mirabile                  | 251                        | 32,30                      |
|                                    |                                    |                                    |                            |                            |
| Iscritti                           | Iscritti                           | Iscritti                           | 1 164                      | 100,00                     |
| ↳ Votanti (% su iscritti)          | ↳ Votanti (% su iscritti)          | ↳ Votanti (% su iscritti)          | 832                        | 71,48                      |
| ↳ Voti validi (% su votanti)       | ↳ Voti validi (% su votanti)       | ↳ Voti validi (% su votanti)       | 777                        | 93,39                      |
| ↳ Schede non valide (% su votanti) | ↳ Schede non valide (% su votanti) | ↳ Schede non valide (% su votanti) | 55                         | 6,61                       |
| ↳ Astenuti (% su iscritti)         | ↳ Astenuti (% su iscritti)         | ↳ Astenuti (% su iscritti)         | 332                        | 28,52                      |

### XII legislatura
Le votazioni si svolsero in 508 collegi uninominali a doppio turno con la normativa del 1860 (al primo turno un numero di voti maggiore di un terzo degli iscritti al voto).
| Partito                            | Partito                            | Candidato                          | Risultati 8 novembre 1874 | Risultati 8 novembre 1874 |
| Partito                            | Partito                            | Candidato                          | Voti                      | %                         |
| ---------------------------------- | ---------------------------------- | ---------------------------------- | ------------------------- | ------------------------- |
|                                    | —                                  | Luigi La Porta                     | 628                       | 68,48                     |
|                                    | —                                  | Orlando Calogero Vinci             | 289                       | 31,52                     |
|                                    |                                    |                                    |                           |                           |
| Iscritti                           | Iscritti                           | Iscritti                           | 1 168                     | 100,00                    |
| ↳ Votanti (% su iscritti)          | ↳ Votanti (% su iscritti)          | ↳ Votanti (% su iscritti)          | 944                       | 80,82                     |
| ↳ Voti validi (% su votanti)       | ↳ Voti validi (% su votanti)       | ↳ Voti validi (% su votanti)       | 917                       | 97,14                     |
| ↳ Schede non valide (% su votanti) | ↳ Schede non valide (% su votanti) | ↳ Schede non valide (% su votanti) | 27                        | 2,86                      |
| ↳ Astenuti (% su iscritti)         | ↳ Astenuti (% su iscritti)         | ↳ Astenuti (% su iscritti)         | 224                       | 19,18                     |

### XIII legislatura
Le votazioni si svolsero in 508 collegi uninominali a doppio turno con la normativa del 1860 (al primo turno un numero di voti maggiore di un terzo degli iscritti al voto).
| Partito                            | Partito                            | Candidato                          | Risultati 5 novembre 1876 | Risultati 5 novembre 1876 |
| Partito                            | Partito                            | Candidato                          | Voti                      | %                         |
| ---------------------------------- | ---------------------------------- | ---------------------------------- | ------------------------- | ------------------------- |
|                                    | —                                  | Luigi La Porta                     | 796                       | 99,62                     |
|                                    | —                                  | Giuseppe Mirabile                  | 3                         | 0,38                      |
|                                    |                                    |                                    |                           |                           |
| Iscritti                           | Iscritti                           | Iscritti                           | 1 238                     | 100,00                    |
| ↳ Votanti (% su iscritti)          | ↳ Votanti (% su iscritti)          | ↳ Votanti (% su iscritti)          | 805                       | 65,02                     |
| ↳ Voti validi (% su votanti)       | ↳ Voti validi (% su votanti)       | ↳ Voti validi (% su votanti)       | 799                       | 99,25                     |
| ↳ Schede non valide (% su votanti) | ↳ Schede non valide (% su votanti) | ↳ Schede non valide (% su votanti) | 6                         | 0,75                      |
| ↳ Astenuti (% su iscritti)         | ↳ Astenuti (% su iscritti)         | ↳ Astenuti (% su iscritti)         | 433                       | 34,98                     |

### XIV legislatura
Le votazioni si svolsero in 508 collegi uninominali a doppio turno con la normativa del 1860 (al primo turno un numero di voti maggiore di un terzo degli iscritti al voto).
| Partito                            | Partito                            | Candidato                          | Risultati 16 maggio 1880 | Risultati 16 maggio 1880 |
| Partito                            | Partito                            | Candidato                          | Voti                     | %                        |
| ---------------------------------- | ---------------------------------- | ---------------------------------- | ------------------------ | ------------------------ |
|                                    | —                                  | La Porta Luigi                     | 890                      | 99,78                    |
|                                    | —                                  | Ippolito Onorio De Luca            | 2                        | 0,22                     |
|                                    |                                    |                                    |                          |                          |
| Iscritti                           | Iscritti                           | Iscritti                           | 1 309                    | 100,00                   |
| ↳ Votanti (% su iscritti)          | ↳ Votanti (% su iscritti)          | ↳ Votanti (% su iscritti)          | 926                      | 70,74                    |
| ↳ Voti validi (% su votanti)       | ↳ Voti validi (% su votanti)       | ↳ Voti validi (% su votanti)       | 892                      | 96,33                    |
| ↳ Schede non valide (% su votanti) | ↳ Schede non valide (% su votanti) | ↳ Schede non valide (% su votanti) | 34                       | 3,67                     |
| ↳ Astenuti (% su iscritti)         | ↳ Astenuti (% su iscritti)         | ↳ Astenuti (% su iscritti)         | 383                      | 29,26                    |

### XV legislatura
Le votazioni si svolsero in 135 collegi plurinominali a doppio turno. Come previsto dalla legge elettorale politica del 24 settembre 1882, erano eletti al primo turno i candidati che «hanno ottenuto il maggior numero di voti, purché questo numero oltrepassi l'ottavo del numero degli elettori iscritti» (art. 74) secondo il numero di deputati previsto per il collegio; se il numero di eletti era inferiore al numero di deputati, il ballottaggio era tra i non eletti (in numero doppio rispetto ai deputati ancora da eleggere) che avevano il maggior numero di voti (art. 75) ed era eletto chi otteneva il maggior numero di voti nella seconda votazione (art. 77) oppure, in caso di ugual numero di voti, il maggiore d'età (art. 78).
| Partito                    | Partito                    | Candidato                            | Risultati 29 ottobre 1882 | Risultati 29 ottobre 1882 |
| Partito                    | Partito                    | Candidato                            | Voti                      | %                         |
| -------------------------- | -------------------------- | ------------------------------------ | ------------------------- | ------------------------- |
|                            | —                          | Ignazio Filì Astolfone               | 5 486                     | 70,52                     |
|                            | —                          | Luigi La Porta                       | 5 165                     | 66,40                     |
|                            | —                          | Antonio Starabba, marchese di Rudinì | 3 893                     | 50,04                     |
|                            | —                          | Rocco Ricci Gramitto                 | 3 318                     | 42,65                     |
|                            | —                          | Domenico Riolo                       | 1 901                     | 24,44                     |
|                            | —                          | Antonino Riggio                      | 1 369                     | 17,60                     |
|                            |                            |                                      |                           |                           |
| Iscritti                   | Iscritti                   | Iscritti                             | 9 206                     | 100,00                    |
| ↳ Votanti (% su iscritti)  | ↳ Votanti (% su iscritti)  | ↳ Votanti (% su iscritti)            | 7 779                     | 84,50                     |
| ↳ Astenuti (% su iscritti) | ↳ Astenuti (% su iscritti) | ↳ Astenuti (% su iscritti)           | 1 427                     | 15,50                     |

Il deputato Di Rudinì optò per il collegio di Siracusa I il 18 maggio 1883 e fu indetta un'elezione suppletiva per il 17 giugno 1883.
| Partito                            | Partito                            | Candidato                          | Risultati 17 giugno 1883 | Risultati 17 giugno 1883 |
| Partito                            | Partito                            | Candidato                          | Voti                     | %                        |
| ---------------------------------- | ---------------------------------- | ---------------------------------- | ------------------------ | ------------------------ |
|                                    | —                                  | Salvatore Gangitano                | 5 279                    | 98,67                    |
|                                    | —                                  | Rocco Riggio Gramitto              | 71                       | 1,33                     |
|                                    |                                    |                                    |                          |                          |
| Iscritti                           | Iscritti                           | Iscritti                           | 6 242                    | 100,00                   |
| ↳ Votanti (% su iscritti)          | ↳ Votanti (% su iscritti)          | ↳ Votanti (% su iscritti)          | 5 607                    | 89,83                    |
| ↳ Voti validi (% su votanti)       | ↳ Voti validi (% su votanti)       | ↳ Voti validi (% su votanti)       | 5 350                    | 95,42                    |
| ↳ Schede non valide (% su votanti) | ↳ Schede non valide (% su votanti) | ↳ Schede non valide (% su votanti) | 257                      | 4,58                     |
| ↳ Astenuti (% su iscritti)         | ↳ Astenuti (% su iscritti)         | ↳ Astenuti (% su iscritti)         | 635                      | 10,17                    |

### XVI legislatura
Le votazioni si svolsero in 135 collegi plurinominali a doppio turno con la normativa del 1882 (al primo turno un numero di voti maggiore di un ottavo degli iscritti al voto).
| Partito                    | Partito                    | Candidato                  | Risultati 28 maggio 1886 | Risultati 28 maggio 1886 |
| Partito                    | Partito                    | Candidato                  | Voti                     | %                        |
| -------------------------- | -------------------------- | -------------------------- | ------------------------ | ------------------------ |
|                            | —                          | Ignazio Filì Astolfone     | 5 830                    | 70,58                    |
|                            | —                          | Luigi La Porta             | 5 457                    | 66,07                    |
|                            | —                          | Salvatore Gangitano        | 4 880                    | 59,08                    |
|                            | —                          | Luigi Contarini            | 3 388                    | 41,02                    |
|                            | —                          | Vincenzo Macaluso          | 1 741                    | 21,08                    |
|                            | —                          | Salvatore Amato            | 88                       | 1,07                     |
|                            |                            |                            |                          |                          |
| Iscritti                   | Iscritti                   | Iscritti                   | 10 226                   | 100,00                   |
| ↳ Votanti (% su iscritti)  | ↳ Votanti (% su iscritti)  | ↳ Votanti (% su iscritti)  | 8 260                    | 80,77                    |
| ↳ Astenuti (% su iscritti) | ↳ Astenuti (% su iscritti) | ↳ Astenuti (% su iscritti) | 1 966                    | 19,23                    |

### XVII legislatura
Le votazioni si svolsero in 135 collegi plurinominali a doppio turno con la normativa del 1882 (al primo turno un numero di voti maggiore di un ottavo degli iscritti al voto).
| Partito                    | Partito                    | Candidato                  | Risultati 28 novembre 1890 | Risultati 28 novembre 1890 |
| Partito                    | Partito                    | Candidato                  | Voti                       | %                          |
| -------------------------- | -------------------------- | -------------------------- | -------------------------- | -------------------------- |
|                            | —                          | Francesco Crispi           | 7 020                      | 75,52                      |
|                            | —                          | Ignazio Filì Astolfone     | 6 955                      | 74,83                      |
|                            | —                          | Luigi La Porta             | 6 499                      | 69,92                      |
|                            | —                          | Napoleone Colajanni        | 2 562                      | 27,56                      |
|                            | —                          | Vincenzo Macaluso          | 502                        | 5,40                       |
|                            |                            |                            |                            |                            |
| Iscritti                   | Iscritti                   | Iscritti                   | 16 970                     | 100,00                     |
| ↳ Votanti (% su iscritti)  | ↳ Votanti (% su iscritti)  | ↳ Votanti (% su iscritti)  | 9 295                      | 54,77                      |
| ↳ Astenuti (% su iscritti) | ↳ Astenuti (% su iscritti) | ↳ Astenuti (% su iscritti) | 7 675                      | 45,23                      |

Il deputato Crispi optò il .... marzo 1891 per il collegio di Palermo I e fu indetta un'elezione suppletiva per il 12 aprile 1891.
| Partito                            | Partito                            | Candidato                          | Risultati 12 aprile 1891 | Risultati 12 aprile 1891 |
| Partito                            | Partito                            | Candidato                          | Voti                     | %                        |
| ---------------------------------- | ---------------------------------- | ---------------------------------- | ------------------------ | ------------------------ |
|                                    | —                                  | Ippolito Onorio De Luca            | 10 111                   | 100,00                   |
|                                    |                                    |                                    |                          |                          |
| Iscritti                           | Iscritti                           | Iscritti                           | 16 942                   | 100,00                   |
| ↳ Votanti (% su iscritti)          | ↳ Votanti (% su iscritti)          | ↳ Votanti (% su iscritti)          | 10 373                   | 61,23                    |
| ↳ Voti validi (% su votanti)       | ↳ Voti validi (% su votanti)       | ↳ Voti validi (% su votanti)       | 10 111                   | 97,47                    |
| ↳ Schede non valide (% su votanti) | ↳ Schede non valide (% su votanti) | ↳ Schede non valide (% su votanti) | 262                      | 2,53                     |
| ↳ Astenuti (% su iscritti)         | ↳ Astenuti (% su iscritti)         | ↳ Astenuti (% su iscritti)         | 6 569                    | 38,77                    |

### XVIII legislatura
Le votazioni si svolsero in 508 collegi uninominali a doppio turno. Come previsto dalla legge elettorale politica del 28 giugno 1892, era eletto al primo turno il candidato che «ha ottenuto un numero di voti maggiore del sesto del numero totale degli elettori iscritti nella lista del collegio e più della metà dei suffragi dati dai votanti» escludendo le schede nulle (art. 74). Se nessun candidato era eletto, al ballottaggio tra i due candidati con più voti (art. 75) era eletto chi otteneva il maggior numero di voti oppure, in caso di ugual numero di voti, il maggiore d'età (art. 77).
| Partito                            | Partito                            | Candidato                          | Risultati 6 novembre 1892 | Risultati 6 novembre 1892 |
| Partito                            | Partito                            | Candidato                          | Voti                      | %                         |
| ---------------------------------- | ---------------------------------- | ---------------------------------- | ------------------------- | ------------------------- |
|                                    | —                                  | Luigi Contarini                    | 2 717                     | 81,15                     |
|                                    | —                                  | Giuseppe Salvioli                  | 631                       | 18,85                     |
|                                    |                                    |                                    |                           |                           |
| Iscritti                           | Iscritti                           | Iscritti                           | 7 244                     | 100,00                    |
| ↳ Votanti (% su iscritti)          | ↳ Votanti (% su iscritti)          | ↳ Votanti (% su iscritti)          | 3 470                     | 47,90                     |
| ↳ Voti validi (% su votanti)       | ↳ Voti validi (% su votanti)       | ↳ Voti validi (% su votanti)       | 3 348                     | 96,48                     |
| ↳ Schede non valide (% su votanti) | ↳ Schede non valide (% su votanti) | ↳ Schede non valide (% su votanti) | 122                       | 3,52                      |
| ↳ Astenuti (% su iscritti)         | ↳ Astenuti (% su iscritti)         | ↳ Astenuti (% su iscritti)         | 3 774                     | 52,10                     |

### XIX legislatura
Le votazioni si svolsero in 508 collegi uninominali a doppio turno con la normativa del 1892 (al primo turno un numero di voti maggiore di un sesto degli iscritti al voto).
| Partito                            | Partito                            | Candidato                          | Risultati 26 maggio 1895 | Risultati 26 maggio 1895 |
| Partito                            | Partito                            | Candidato                          | Voti                     | %                        |
| ---------------------------------- | ---------------------------------- | ---------------------------------- | ------------------------ | ------------------------ |
|                                    | —                                  | Luigi Contarini                    | 1 020                    | 68,14                    |
|                                    | —                                  | Francesco De Luca                  | 477                      | 31,86                    |
|                                    |                                    |                                    |                          |                          |
| Iscritti                           | Iscritti                           | Iscritti                           | 2 202                    | 100,00                   |
| ↳ Votanti (% su iscritti)          | ↳ Votanti (% su iscritti)          | ↳ Votanti (% su iscritti)          | 1 560                    | 70,84                    |
| ↳ Voti validi (% su votanti)       | ↳ Voti validi (% su votanti)       | ↳ Voti validi (% su votanti)       | 1 497                    | 95,96                    |
| ↳ Schede non valide (% su votanti) | ↳ Schede non valide (% su votanti) | ↳ Schede non valide (% su votanti) | 63                       | 4,04                     |
| ↳ Astenuti (% su iscritti)         | ↳ Astenuti (% su iscritti)         | ↳ Astenuti (% su iscritti)         | 642                      | 29,16                    |

### XX legislatura
Le votazioni si svolsero in 508 collegi uninominali a doppio turno con la normativa del 1892 (al primo turno un numero di voti maggiore di un sesto degli iscritti al voto).
| Partito                            | Partito                            | Candidato                          | Risultati 21 marzo 1897 | Risultati 21 marzo 1897 |
| Partito                            | Partito                            | Candidato                          | Voti                    | %                       |
| ---------------------------------- | ---------------------------------- | ---------------------------------- | ----------------------- | ----------------------- |
|                                    | —                                  | Luigi Contarini                    | 1 513                   | 97,17                   |
|                                    | —                                  | Francesco Scaduto                  | 44                      | 2,83                    |
|                                    |                                    |                                    |                         |                         |
| Iscritti                           | Iscritti                           | Iscritti                           | 2 273                   | 100,00                  |
| ↳ Votanti (% su iscritti)          | ↳ Votanti (% su iscritti)          | ↳ Votanti (% su iscritti)          | 1 638                   | 72,06                   |
| ↳ Voti validi (% su votanti)       | ↳ Voti validi (% su votanti)       | ↳ Voti validi (% su votanti)       | 1 557                   | 95,05                   |
| ↳ Schede non valide (% su votanti) | ↳ Schede non valide (% su votanti) | ↳ Schede non valide (% su votanti) | 81                      | 4,95                    |
| ↳ Astenuti (% su iscritti)         | ↳ Astenuti (% su iscritti)         | ↳ Astenuti (% su iscritti)         | 635                     | 27,94                   |

### XXI legislatura
Le votazioni si svolsero in 508 collegi uninominali a doppio turno con la normativa del 1892 (al primo turno un numero di voti maggiore di un sesto degli iscritti al voto).

### XXII legislatura
Le votazioni si svolsero in 508 collegi uninominali a doppio turno con la normativa del 1892 (al primo turno un numero di voti maggiore di un sesto degli iscritti al voto).

### XXIII legislatura
Le votazioni si svolsero in 508 collegi uninominali a doppio turno con la normativa del 1892 (al primo turno un numero di voti maggiore di un sesto degli iscritti al voto).

### XXIV legislatura
Le votazioni si svolsero negli stessi 508 collegi uninominali già esistenti ma, come previsto dal regio decreto del 26 giugno 1913, era eletto al primo turno il candidato che «ha ottenuto un numero di voti maggiore del decimo del numero totale degli elettori del collegio e più della metà dei suffragi dati dai votanti» escludendo le schede nulle (art. 91). Se nessun candidato era eletto, al ballottaggio tra i due candidati con più voti (art. 92) era eletto chi otteneva il maggior numero di voti oppure, in caso di ugual numero di voti, il maggiore d'età (art. 93).

### XXV legislatura
Le votazioni si svolsero in 54 collegi di lista. Come previsto dal regio decreto del 2 settembre 1919, il numero di eletti per ogni lista era calcolato sulla base dei voti di lista e sul numero di voti dei candidati al di fuori della propria lista; la graduatoria tra i candidati era calcolata sommando i voti di lista e i propri voti di preferenza sia nella lista sia fuori dalla lista (art. 84).

### XXVI legislatura
Le votazioni si svolsero in 40 collegi (39 di lista e uno uninominale) con la normativa del 1919 che per i collegi di lista stabiliva il numero di eletti per ogni lista sulla base dei voti di lista e sul numero di voti dei candidati al di fuori della propria lista.
| Partito                            | Partito                            | Risultati 15 maggio 1921 | Risultati 15 maggio 1921 | Risultati 15 maggio 1921 | Seggi | Seggi |
| Partito                            | Partito                            | Voti                     | %                        | ±                        | Num   | ±     |
| ---------------------------------- | ---------------------------------- | ------------------------ | ------------------------ | ------------------------ | ----- | ----- |
|                                    | Alleanza democratica sociale       | 73 542                   | 42,20                    | n.d.                     | 7     | n.d.  |
|                                    | Popolare italiano                  | 31 773                   | 18,23                    | n.d.                     | 3     | n.d.  |
|                                    | Socialista ufficiale               | 20 647                   | 11,85                    | n.d.                     | 2     | n.d.  |
|                                    | Democratico riformista             | 19 172                   | 11,00                    | n.d.                     | 2     | n.d.  |
|                                    | Unione democratica                 | 12 479                   | 7,16                     | n.d.                     | 1     | n.d.  |
|                                    | Democratico liberale               | 12 295                   | 7,05                     | n.d.                     | 1     | n.d.  |
|                                    | Comunista                          | 4 367                    | 2,51                     | n.d.                     | 0     | n.d.  |
|                                    |                                    |                          |                          |                          |       |       |
| Iscritti                           | Iscritti                           | 381 224                  | 100,00                   |                          |       |       |
| ↳ Votanti (% su iscritti)          | ↳ Votanti (% su iscritti)          | 175 589                  | 46,06                    | n.d.                     |       |       |
| ↳ Voti validi (% su votanti)       | ↳ Voti validi (% su votanti)       | 174 275                  | 99,25                    |                          |       |       |
| ↳ Schede non valide (% su votanti) | ↳ Schede non valide (% su votanti) | 1 314                    | 0,75                     |                          |       |       |
| ↳ Astenuti (% su iscritti)         | ↳ Astenuti (% su iscritti)         | 205 635                  | 53,94                    |                          |       |       |

| Eletti | Eletti                      |
| ------ | --------------------------- |
|        | Rosario Pasqualino Vassallo |
|        | Napoleone Colajanni         |
|        | Agostino Lo Piano           |
|        | Angelo Abisso               |
|        | Salvatore Camerata          |
|        | Giovanni Guarino Amella     |
|        | Francesco Sorge             |
|        | Ernesto Vassallo            |
|        | Calogero Cascino            |
|        | Salvatore Aldisio           |
|        | Mariano Costa               |
|        | Salvatore Domenico Cigna    |
|        | Enrico La Loggia            |
|        | Biagio Di Pietra            |
|        | Nunzio Nasi                 |
|        | Gaetano Arturo Verderame    |